# Португеза
Асосиасао Португеза де Дешпортош (на португалски: Associação Portuguesa de Desportos или просто Португеза) е бразилски футболен отбор от град Сао Пауло, щат Сао Пауло. Състезава се в Бразилската Серия А.

## История
Клубът е основан на 14 август 1920 г. от португалските заселници след сливането на петте клуба представляващи португалската общност в Сао Пауло (Lusíadas Futebol Club, Portugal Marinhense, Associação Cinco de Outubro, Associação Atlética Marquês de Pombal and Esporte Club Lusitano). За клубни цветове избират цветовете на португалския флаг – зелено и червено. През 1920 г. клубът се слива с „Mackenzie College“ и се преименува на Макензи-Португеза. Сегашното си име Асоциацао Португеза де Дешпортош носи от 1940 г.

## Успехи
Серия А
- - Вицешампион (1): 1996

Серия Б
- Шампион (1): 2011

Кампеонато Паулища
- Шампион (3): 1935, 1936, 1973

## Известни футболисти
- Вава
- Джалма Сантош
- Дида
- Мансини
- Зе Роберто
- Рикардо Оливейра
- Мюлер
- Жоаозиньо
- Жоаозиньо
- Том
- Тасио Дос Сантос
- Родолфо Родригес